# Jurjevac Punitovački
Jurjevac Putnikovački (1900-ig Jurjevac, szlovákul: Jurjevac Punitovský) szlovák nemzetiségű falu Horvátországban, Eszék-Baranya megyében. Közigazgatásilag Panyithoz tartozik.

## Fekvése
Eszéktől légvonalban 22, közúton 32 km-re délnyugatra, Diakovártól 14 km-re északra, községközpontjától 1 km-re keletre, Szlavónia középső részén, a Szlavóniai-síkságon, a Vuka völgyében fekszik.

## Története
A települést Josip Juraj Strossmayer püspök alapította 1881-ben, amikor Panyit körül erdőirtással három falut hozott létre. Nevét is a püspök egyik keresztnevéből a Jurajból kapta. Jurjevacra főként szlovák nyelvű lakosságot telepített, akiknek utódai ma is ott élnek. A 20 betelepülő szlovák család közül 17 Csepénről érkezett, ahova korábban Észak-Szlovákiából települtek. A településnek 1890-ben 201, 1910-ben 355 lakosa volt. Verőce vármegye Diakovári járásának része volt. Az 1910-es népszámlálás adatai szerint lakosságának 90%-a szlovák, 4%-a horvát, 3%-a cseh, 2%-a magyar anyanyelvű volt. Az első világháború után 1918-ban az új szerb-horvát-szlovén állam, majd később (1929-ben) Jugoszlávia része lett. 1991-től a független Horvátországhoz tartozik. 1991-ben lakosságának 62%-a horvát, 34%-a szlovák nemzetiségű volt. 2011-ben a falunak 317 lakosa volt.

## Lakossága
| Lakosság változása | Lakosság változása | Lakosság változása | Lakosság változása | Lakosság változása | Lakosság változása | Lakosság változása | Lakosság változása | Lakosság változása | Lakosság változása | Lakosság változása | Lakosság változása | Lakosság változása | Lakosság változása | Lakosság változása | Lakosság változása |
| ------------------ | ------------------ | ------------------ | ------------------ | ------------------ | ------------------ | ------------------ | ------------------ | ------------------ | ------------------ | ------------------ | ------------------ | ------------------ | ------------------ | ------------------ | ------------------ |
| 1857               | 1869               | 1880               | 1890               | 1900               | 1910               | 1921               | 1931               | 1948               | 1953               | 1961               | 1971               | 1981               | 1991               | 2001               | 2011               |
| 0                  | 0                  | 0                  | 201                | 259                | 355                | 404                | 436                | 493                | 528                | 409                | 345                | 364                | 316                | 307                | 317                |

## Gazdaság
A helyi gazdaság alapja a mezőgazdaság és az állattartás.

## Nevezetességei
Mária mennybevétele tiszteletére szentelt temploma a panyiti Szent László plébánia filiája.

## Kultúra
A településen Matica Slovačka egyesület helyi csoportja működik.

## Oktatás
Az itteni gyermekek 1921-ig Panyitra jártak iskolába, ekkor létesült a falu önálló iskolája.
A településen ma a „Josip Kozarac” elemi iskola iskola területi iskolája működik.

## Sport
- Az NK Zrinski Jurjevac Punitovački labdarúgóklubot 1937-ben alapították. A csapat a megyei 3. ligában szerepel.
- ŠRU Jurjevac sporthorgászklub